# Сола (Беневенто)
Сола је насеље у Италији у округу Беневенто, региону Кампанија.
Према процени из 2011. у насељу је живело 35 становника. Насеље се налази на надморској висини од 428 м.